# Józef Łopatka
Józef Łopatka (ur. 12 lutego 1951 w Bielsku-Białej, zm. 14 stycznia 2025 tamże) – polski technik, działacz NSZZ „Solidarność”, w okresie Polski Ludowej opozycjonista i więzień polityczny.

## Życiorys
W marcu 1968 był uczestnikiem manifestacji antykomunistycznej przed pomnikiem Adama Mickiewicza w Bielsku-Białej. W 1971 ukończył Technikum Mechaniczno-Elektryczne w Bielsku-Białej. W latach 1971–1981 był pracownikiem PKP. We wrześniu 1980 wstąpił do NSZZ „Solidarność”. Objął funkcję wiceprzewodniczącego Komisji Zakładowej. W czerwcu 1981 został członkiem Regionalnej Komisji Rewizyjnej Regionu Podbeskidzie. 
Po ogłoszeniu w 1981 stanu wojennego był organizatorem podziemnych struktur „S”. 18 grudnia 1981 został aresztowany i osadzony w Areszcie Śledczym w Bielsku-Białej. 7 stycznia 1982 Sąd Wojewódzki w Bielsku-Białej skazał go w trybie doraźnym na pięć i pół roku pozbawienia wolności. Karę odbywał w zakładach karnych w Raciborzu, Strzelcach Opolskich, Strzelinie i we Wrocławiu. Uchwałą Rady Państwa z 5 kwietnia 1983 został warunkowo zwolniony z odbywania reszty kary. Po opuszczeniu zakładu karnego podjął pracę w spółdzielni Domena. Został jej pozbawiony pod naciskiem Służby Bezpieczeństwa. Od 1984 pracował w Przedsiębiorstwie Polonijnym Marbet. W latach 1984–1988 był współredaktorem konspiracyjnego czasopisma „Wiadomości Solidarności Walczącej Podbeskidzia”.
W Marbecie był w 1989 założycielem NSZZ „Solidarność”. W latach 1990–1991 pełnił mandat radnego Bielska-Białej.
W 1995 przeszedł na rentę, a później na emeryturę.
Prezydent Lech Kaczyński w 2009 odznaczył go Krzyżem Oficerskim Orderu Odrodzenia Polski.
W 2017 został odznaczony Krzyżem Wolności i Solidarności.
Na znak protestu wobec postawy NSZZ „Solidarność” wobec strajku nauczycieli w Polsce w 2019 roku zrezygnował w kwietniu tego roku z członkostwa w związku.